# White House Military Office

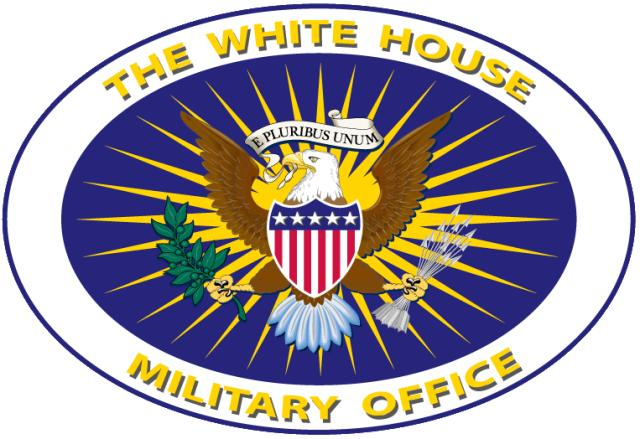
Sigill för White House Military Office.

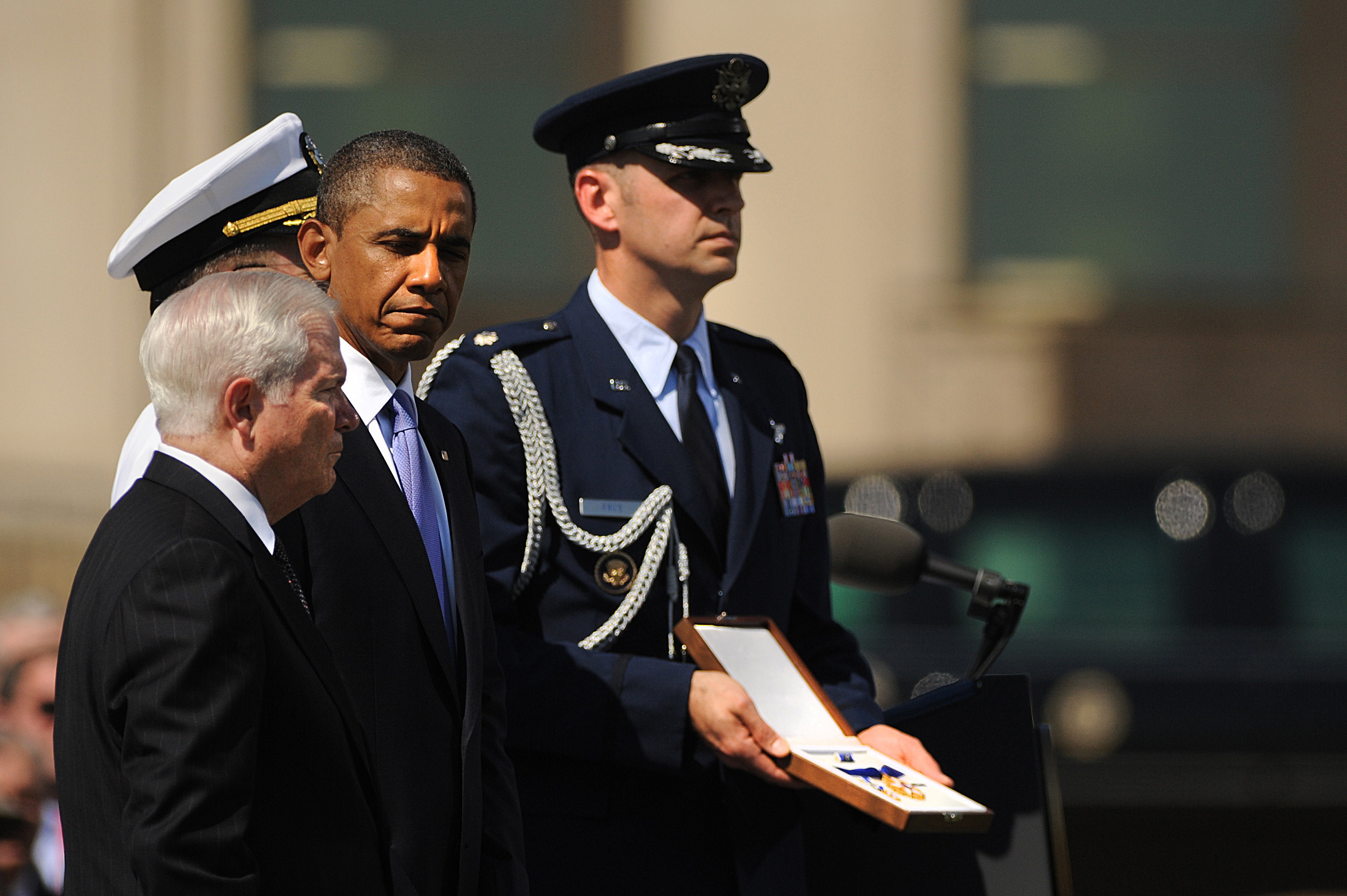
President Barack Obama med sin flygvapenadjutant, en överstelöjtnant med ägiljett i silver, som håller etui med Frihetsmedaljen som delas ut till försvarsminister Robert Gates vid dennes avskedsceremoni utanför Pentagon, 30 juni 2011.

White House Military Office (förkortning: WHMO) är ett kontor inom USA:s presidentkansli som leder och samordnar resurser från USA:s väpnade styrkor som har till uppgift att understödja USA:s president, främst från USA:s försvarsdepartement.
WHMO är åtskilt från nationella säkerhetsrådets stab, en annan del av presidentkansliet, som handhar beredning av säkerhetspolitiska frågor och som förutom personal från militären även består av en blandning av personal från underrättelsesamfundet, utrikestjänsten samt politiskt tillsatta medarbetare.

## Adjutanter

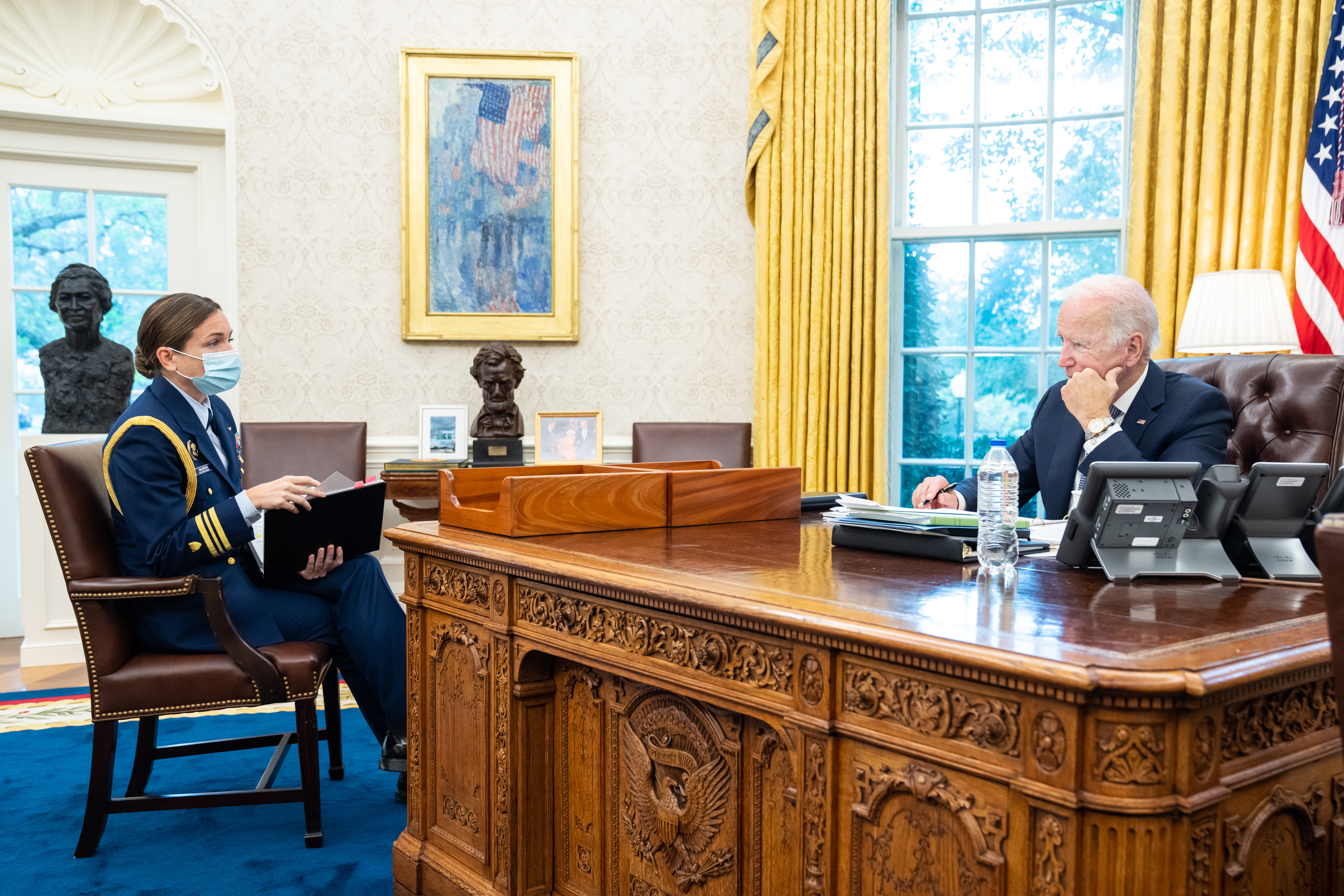
USA:s president Joe Biden bakom skrivbordet i samtal med sin adjutant från kustbevakningen i ovala rummet, 6 oktober 2021.

Det finns två typer av adjutanter som tjänstgör för presidenten och som båda bär ägiljett till uniform på höger axel: military aides och social aides.
Den förstnämnda gruppen består av fem officerare, en vardera från armén, marinkåren, flottan, flygvapnet och kustbevakningen i graderna major/örlogskapten till överstelöjtnant/kommendörkapten. Dessa arbetar i skift och när presidenten är utanför Vita huset finns alltid en av dessa i närheten bärandes på akutväskan som innehåller kommunikationsutrustning som möjliggör auktorisering för att presidenten, med hjälp av adjutanten, ska kunna beordra anfall med kärnvapen. Andra uppgifter är att delta i ceremoniella inspektioner av hederskompanier liksom att på plats där presidenten befinner sig, eller innan presidenten anlänt, samordna mellan WHMO och United States Secret Service. Tjänstgörande adjutanten befinner sig närmare presidenten när denne är på resande fot än när denne är i Vita huset, där den politiska staben dominerar. Vicepresidenten har även en egen uppsättning av adjutanter.
Den andra gruppen består av ett fyrtiotal officerare från samtliga vapenslag, i tjänstegraderna löjtnant till major/örlogskapten, som kallas in vid behov från sina ordinarie tjänster till olika evenemang som hålls i Vita huset, exempelvis medaljutdelningar eller statsbanketter, för att visa gästerna till sina platser, hålla en god stämning och allmänt behjälpliga.

## Enheter
| Vapensköld | Namn                                          | Förkortning | Uppdrag                                                  | Del av                             |
|            | Presidential Airlift Group, 89th Airlift Wing |             | Flygtransporter (Air Force One)                          | USA:s flygvapen                    |
|            | Marine Helicopter Squadron One                | HMX-1       | Helikoptertransporter (Marine One)                       | USA:s marinkår                     |
|            | Naval Support Facility Thurmont               |             | Drift av Camp David, den officiella rekreationsbostaden. | USA:s flotta                       |
|            | White House Communications Agency             | WHCA        | Data och telekommunikation                               | Defense Information Systems Agency |
|            | White House Transportation Agency             | WHTA        | Vägtransporter                                           | USA:s armé                         |

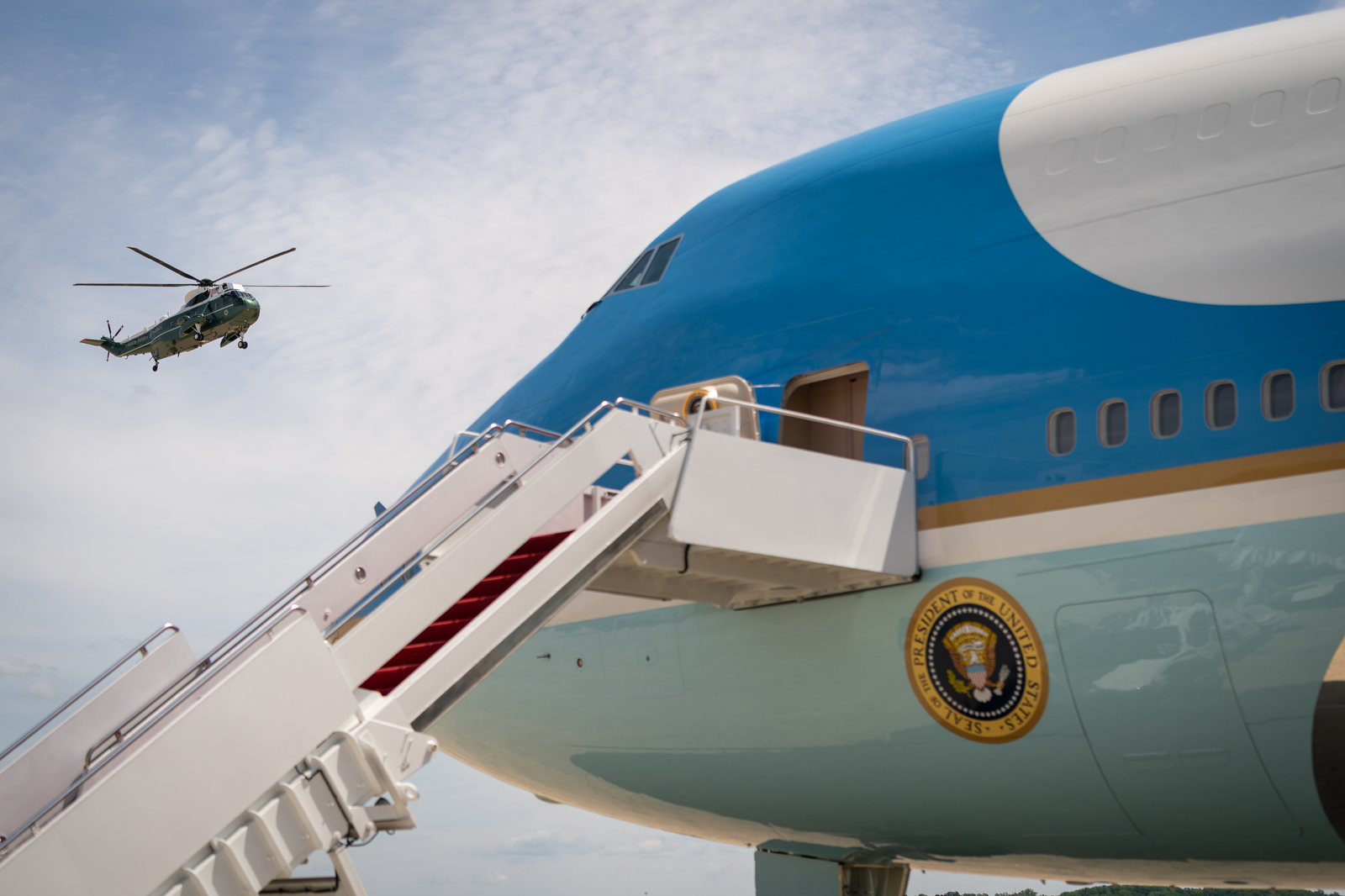
Marine One anländer till Joint Base Andrews, för att stiga ombord på flygplanet som får anropssignalen Air Force One när presidenten stiger ombord.

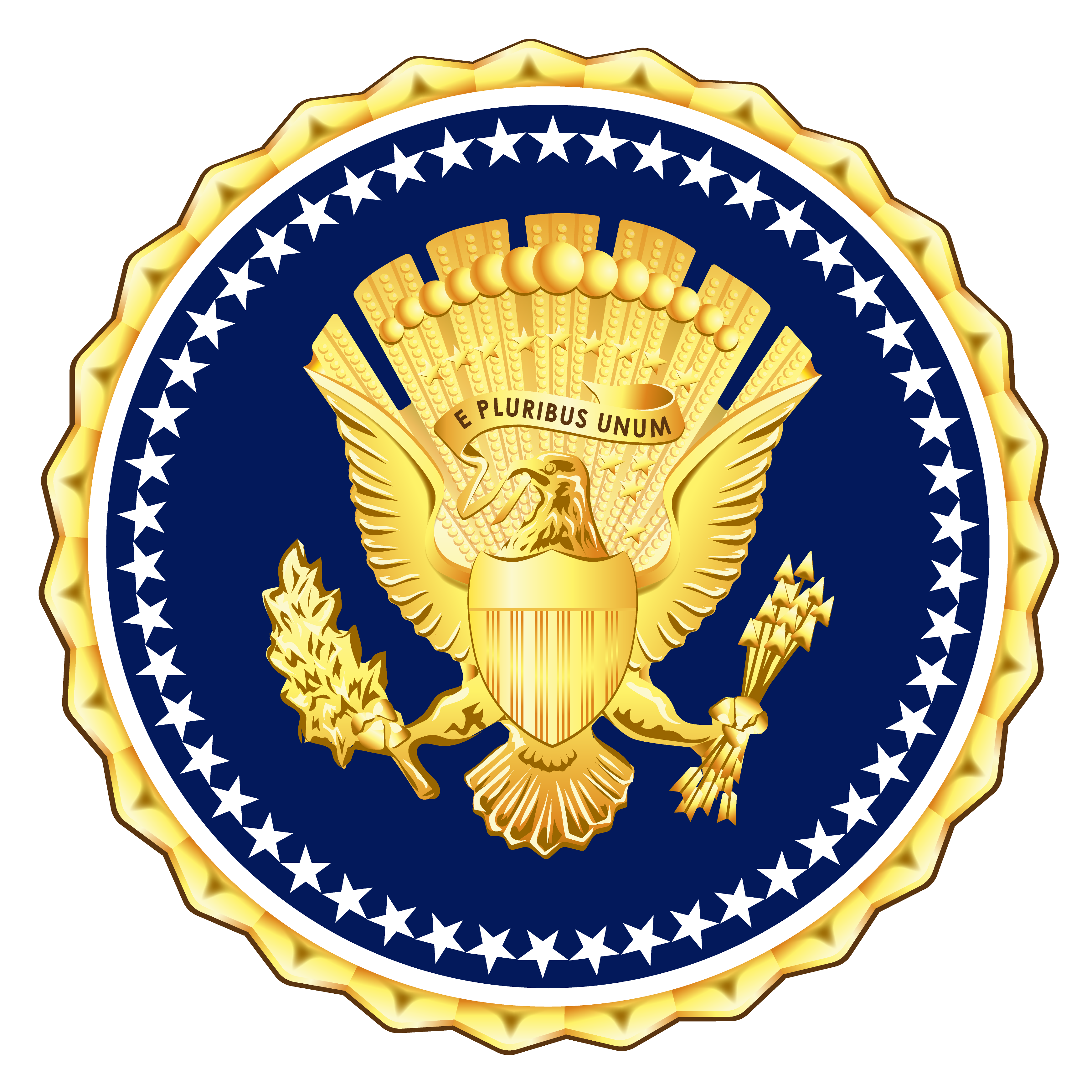
Presidential Service Badge, bärs på bröstet i uniform av personal som tjänstgör i direkt stödfunktion till presidenten. Efter ett års klanderfri tjänstgöring får den bäras på uniform livet ut.

Dessutom tillkommer flera mindre verksamheter som bespisning i Vita huset samt fyra marinsoldater i tjänst, White House sentries, som högtidligt öppnar dörrar.